# Chöje Döndrub Rinchen
| Tibetische Bezeichnung                            |
| ------------------------------------------------- |
| Wylie-Transliteration: chos rje don grub rin chen |
| Chinesische Bezeichnung                           |
| Vereinfacht: 法王端智仁钦                         |
| Pinyin:Fawang Duanzhi Renqin                      |

Chöje Döndrub Rinchen (tib. chos rje don grub rin chen; geb. 1309; gest. 1385) war ein Mönch der Kadam-Schule des tibetischen Buddhismus. Als der erste Lehrer von Tsongkhapa wird er beispielsweise im Zangchuan Fojiao gaoseng zhuanlüe  bereits der Gelug-Schule zugerechnet, und zwar dort als ihr frühester Vertreter. Chöje Döndrub Rinchen gründete 1349 das Chakhyung-Kloster (tib. bya khyung dgon pa) in Zentral-Amdo, deren Geburtsstätte.
Das Shadzong-Kloster (tib.: shwa rdzong dgon) in Amdo war seine Wirkungsstätte, auch die von Öser Gyatsho (od zer rgya mtsho), dem 1. Thronhalter des Kumbum-Klosters.
Alexander Berzin, der Übersetzer des Dalai Lama, hebt eine Reihe besonderer Zeichen vor Tsongkhapas Geburt hervor: 

„Ferner gaben eine Reihe besonderer Zeichen vor Tsongkapas Geburt Hinweise darauf, dass er ein großes Wesen sein würde. Seine Eltern beispielsweise hatten zahlreiche glücksverheißende Träume, dass ihr Kind eine Emanation von Avalokiteshvara, Manjushri und Vajrapani sein würde. Sein künftiger Lehrer, Chöje Döndrub-Rinchen (tib. Chos-rje Don-grub rin-chen), erhielt in einer Vision von Yamantaka die Botschaft, dass er (Yamantaka) in einem bestimmten Jahr nach Amdo (tib. A-mdo, nordöstliches Tibet) kommen und sein Schüler werden würde.“